# Johnny Carson
Johnny Carson (n. 23 octombrie 1925, Corning, Iowa, SUA - d. 23 ianuarie 2005, West Hollywood, California, SUA) a fost un prezentator, actor, scriitor, producător și muzician american, care a fost gazda The Tonight Show Starring Johnny Carson timp de 30 de ani, pentru care a primit șase Premii Emmy. În 1992 a fost decorat cu Medalia Prezidențială pentru Libertate, urmat în 1993 de Premiul Kennedy Center Honor.